# Heinrich von Wiesenbach
Heinrich von Wiesenbach (* vor 1135; † 1170 bzw. nach 1170) war ein zwischen 1135 und 1170 nachweisbarer Würzburger Notar und Kapellan, der als Kanoniker des Würzburger Neumünsterstifts 1152 bis 1170 belegt ist. Er ist Verfasser und Schreiber verschiedener Urkunden, so in Würzburg, aber auch als Schreiber in der Reichskanzlei tätig gewesen.
In der Reichskanzlei war er für Lothar III., Konrad III. und Friedrich I. tätig und ist durch Urkunden belegt. Tritt er 1136 noch als Gelegenheitsschreiber für Lothar III. auf, so scheint er im Herbst 1139 dauerhaft in den Dienst der Reichskanzlei eingetreten zu sein, womit man neue, sonst in der Kanzlei zuvor nicht gebräuchliche Wendungen erklärt.
Als Schreiber werden ihm unter Lothar III. die Urkunde 91 (DL III 91), Würzburg vom 16. August 1136, unter Konrad III. die Urkunden Nr. 14 (DDKo.III. 14) und Nr. 56 (DDKo.III. 56) sowie unter Friedrich I. die Urkunde Nr. 173, Bamberg vom 4. Juli 1157, (DF.I. 173) zugeschrieben.
In der kurzen Zeitspanne zwischen Juni 1147 und Mai 1149, als König Konrad III. auf dem Zweiten Kreuzzug weilte und sein damals etwa zehnjähriger Sohn, Heinrich (VI.), auf Weisung des Vaters die Regierungsgeschäfte übernahm, war Heinrich von Wiesenbach Teil der Kanzlei, die im Reich verblieben war. Die Forschung nimmt an, dass er hier eine besonders herausgehobene Position einnahm: „Eine eigene Kanzlei stand ihm (= Heinrich (VI.)) nicht zur Verfügung, wohl aber die im Reich zurückgebliebenen Kräfte der Kanzlei seines Vaters, an erster Stelle der Notar Heinrich von Wiesenbach und auch Abt Wibald von Stablo und Korvey. Diese bevorzugte Stellung des Notars Heinrich bot Anlaß zu dessen späterer Bezeichnung als Magister bzw. Protonotar.“

## Abgrenzung
Die Forschung geht davon aus, dass Heinrich (von Wiesenbach) nicht mit dem unter Lothar III. tätigen Kanzleileiter Heinrich und auch nicht mit dem gleichnamigen Protonotar Friedrich Barbarossas identisch ist. Heinrich war im Mittelalter einer der häufigsten Vornamen im deutschsprachigen Raum.